# Herbert Meyer (Fußballspieler)
Herbert Meyer (* 12. Juni 1948 in Bremen) ist ein ehemaliger deutscher Fußballspieler. Er spielte in seiner Karriere insgesamt 201 Mal in der Bundesliga.

## Karriere
Über die Jugendteams und die Amateurmannschaft gelang Meyer 1968 in den Profikader von Werder Bremen. Sein erstes Bundesligaspiel bestritt er am 5. Oktober 1968 (9. Spieltag) gegen Eintracht Braunschweig, als er in der 68. Minute für Helmut Schimeczek eingewechselt wurde. In der Saison 1968/69 kam er noch zu zwei weiteren Einsätzen gegen den MSV Duisburg und den FC Bayern München. In den beiden folgenden Spielzeiten kam er mit 13 bzw. 16 Einsätzen zwar häufiger zum Einsatz, es blieb jedoch zumeist bei Einwechslungen.
1971 wechselte er zu Kickers Offenbach in die damals zweitklassige Regionalliga Süd, mit denen ihm gleich in der ersten Saison mit den Mannschaftskollegen Walter Bechtold, Fred-Werner Bockholt, Horst Gecks, Sigfried Held und Erwin Kostedde der Bundesligaaufstieg gelang. Meyer kam in der Regionalliga Süd in 23 Rundenspielen unter OFC-Trainer Kuno Klötzer zum Einsatz und erzielte dabei zwei Tore. In den Bundesligaspielzeiten 1972/73 und 1973/74 war er mit jeweils 33 Ligaeinsätzen ein fester Bestandteil der Mannschaft. In beiden Jahren erreichte Meyer mit seinem Team das Halbfinale des DFB-Pokals, der Einzug ins Finale blieb ihm jedoch aufgrund von Niederlagen gegen den 1. FC Köln bzw. den Hamburger SV verwehrt. Am 31. August 1973 (5. Spieltag) gelang ihm beim 4:0-Erfolg über seinen Ex-Verein Werder Bremen mit dem Treffer zur 1:0-Führung auch sein erstes Bundesligator.
Zur Saison 1974/75 zog es ihn zurück in die norddeutsche Heimat und er heuerte beim Zweitligisten Hannover 96 an. Auch mit den Niedersachsen konnte Meyer gleich in seiner ersten Saison den Bundesligaaufstieg perfekt machen. Trainer Helmut Kronsbein brachte den Abwehrspieler in 31 Ligaspielen 1974/75 neben den Stammspielern Franz-Josef Pauly, Rainer Stiller, Peter Anders, Gerd Kasperski, Bernd Wehmeyer, Peter Dahl und Roland Stegmayer zum Einsatz. Die 96er-Abwehr kassierte in 38 Pflichtspielen lediglich 39 Gegentore. Doch nach nur einer Saison Erstklassigkeit – Meyer absolvierte 24 Bundesligaspiele – musste Hannover 1976 erneut den Gang in die 2. Liga antreten. Meyer jedoch blieb der Bundesliga mit seinem Wechsel zu Borussia Dortmund erhalten. In Dortmund war er unter Trainern wie Otto Rehhagel oder Udo Lattek nie uneingeschränkt Stammspieler, kam in den vier Spielzeiten bei den Borussen aber auf immerhin 79 Bundesligapartien.
In seiner gesamten Karriere bestritt Meyer 201 Einsätze in der Bundesliga, in denen er drei Tore erzielen konnte. Dazu kamen 31 Zweitligaspiele und 29 Partien im DFB-Pokal.

## Sonstiges
Meyer ist gelernter Büromaschinenmechaniker. Nach seiner Karriere arbeitete er ab 1981 als Betreuer von Gewerbekunden bei der Allianz-Versicherung.